# Festuca dasyclada
Festuca dasyclada är en gräsart som beskrevs av William James Beal. Festuca dasyclada ingår i släktet svinglar, och familjen gräs. Inga underarter finns listade i Catalogue of Life.